# Distretto di Tha Sae
Il distretto di Tha Sae (in thailandese: ท่าแซะ) è un distretto (amphoe) della Thailandia, situato nella provincia di Chumphon.